# Podium fumigatum
Podium fumigatum är en biart som först beskrevs av Perty 1833.  Podium fumigatum ingår i släktet Podium och familjen grävsteklar. Inga underarter finns listade i Catalogue of Life.